# شعوب النخل (فرع العدين)

تعديل مصدري - تعديل

شعوب النخل محلة تابعة لقرية السهلة، التابعة لعزلة المزاحن بمديرية فرع العدين إحدى مديريات محافظة إب في الجمهورية اليمنية، بلغ تعداد سكانها 65 حسب تعداد اليمن لعام 2004.